# Fil·lides
|  | No s'ha de confondre amb Filides. |

Fil·lides (en llatí Phyllidas, en grec antic Φυλλίδας) fou un polític tebà.
Va ser secretari dels polemarcs que exercien el càrrec sota protecció espartana després de l'ocupació de Cadmea l'any 382 aC. No obstant era secretament enemic d'aquest govern i va exercir el càrrec amb vistes a estar ben situat per ajudar a la revolució democràtica. En un viatge de negocis a Atenes enviat pels polemarcs, va contactar amb els exiliats tebans, als que va ajudar en la revolució del 379 aC, introduint a Pelòpides i dos companys vestits de dones a la casa de Leontiades de Tebes. Va entrar a la presó al·legant una falsa ordre dels polemarcs i va matar el carceller alliberant a tots els empresonats. En parlen Xenofont, Plutarc i Diodor de Sicília.